# Acaena buchananii
Acaena buchananii är en rosväxtart som beskrevs av Joseph Dalton Hooker. Acaena buchananii ingår i släktet taggpimpineller, och familjen rosväxter.

## Underarter
Arten delas in i följande underarter:
- A. b. longissimifilamentosa
- A. b. inermis
- A. b. picta